# Барга – Новий Правий стяг
48°40′07″ пн. ш. 116°49′09″ сх. д. / 48.66859° пн. ш. 116.81919° сх. д.
Барга – Новий Правий стяг (кит. 新巴尔虎右旗, пін. Xīn Bā'ĕrhŭ Yòuqí) — один із повітів КНР у складі префектури Хулунбуїр, Внутрішня Монголія. Адміністративний центр — містечко Алтан-Емел.

## Географія
Барга – Новий Правий стяг лежить на річці Керулен західніше озера Хулунь-Нур на плоскогір'ї Барга. Східним кордоном повіту слугує річка Орчун.

### Клімат
Хошун знаходиться у зоні, котра характеризується кліматом помірних степів та напівпустель. Найтепліший місяць — липень із середньою температурою 22 °C. Найхолодніший місяць — січень, із середньою температурою -21,2 °С.
| Клімат хошуну Барга – Новий Правий стяг | Клімат хошуну Барга – Новий Правий стяг | Клімат хошуну Барга – Новий Правий стяг | Клімат хошуну Барга – Новий Правий стяг | Клімат хошуну Барга – Новий Правий стяг | Клімат хошуну Барга – Новий Правий стяг | Клімат хошуну Барга – Новий Правий стяг | Клімат хошуну Барга – Новий Правий стяг | Клімат хошуну Барга – Новий Правий стяг | Клімат хошуну Барга – Новий Правий стяг | Клімат хошуну Барга – Новий Правий стяг | Клімат хошуну Барга – Новий Правий стяг | Клімат хошуну Барга – Новий Правий стяг | Клімат хошуну Барга – Новий Правий стяг |
| Показник                                | Січ.                                    | Лют.                                    | Бер.                                    | Квіт.                                   | Трав.                                   | Черв.                                   | Лип.                                    | Серп.                                   | Вер.                                    | Жовт.                                   | Лист.                                   | Груд.                                   | Рік                                     |
| Середній максимум, °C                   | −15,6                                   | −9,8                                    | −0,5                                    | 11,1                                    | 19,8                                    | 26                                      | 27,8                                    | 25,7                                    | 18,8                                    | 9,2                                     | −3,7                                    | −12,9                                   | 8                                       |
| Середня температура, °C                 | −21,2                                   | −16,8                                   | −7,6                                    | 3,9                                     | 12,8                                    | 19,6                                    | 22                                      | 19,8                                    | 12,1                                    | 2,3                                     | −9,8                                    | −18,1                                   | 1,6                                     |
| Середній мінімум, °C                    | −25,5                                   | −21,9                                   | −13,5                                   | −2,8                                    | 5,4                                     | 12,8                                    | 16,3                                    | 14,1                                    | 6,3                                     | −3                                      | −14,3                                   | −22,1                                   | −4                                      |
| Норма опадів, мм                        | 1.3                                     | 1.3                                     | 3                                       | 6.8                                     | 15                                      | 33                                      | 72.6                                    | 72.2                                    | 25.7                                    | 8.2                                     | 2.9                                     | 2.5                                     | 244.5                                   |
| Вологість повітря, %                    | 73                                      | 70                                      | 58                                      | 42                                      | 38                                      | 49                                      | 60                                      | 62                                      | 57                                      | 55                                      | 66                                      | 73                                      | 58.6                                    |
| --------------------------------------- | --------------------------------------- | --------------------------------------- | --------------------------------------- | --------------------------------------- | --------------------------------------- | --------------------------------------- | --------------------------------------- | --------------------------------------- | --------------------------------------- | --------------------------------------- | --------------------------------------- | --------------------------------------- | --------------------------------------- |
| Джерело: data.cma.cn                    |                                         |                                         |                                         |                                         |                                         |                                         |                                         |                                         |                                         |                                         |                                         |                                         |                                         |